# 克里斯蒂安三世·莫里茲
克里斯蒂安三世·莫里茲（德語：Christian III.Moritz，1680年11月7日—1694年11月14日），薩克森-梅澤堡公爵，1694年在位。克里斯蒂安·莫里茲是薩克森-梅澤堡公爵克里斯蒂安二世和妻子厄德穆特·多蘿西亞的長子。

## 生平
1694年10月20日，13歲的克里斯蒂安·莫里茲繼承父親的爵位。因為他尚未成年，選帝侯腓特烈·奧古斯特一世作為攝政接管公國的行政管理。然而，年輕公爵的監護權主要由他的母親、薩克森-梅澤堡公爵夫人厄德穆特·多蘿西亞負責，她也對治理公國感興趣。
新公爵在位僅二十五天後就死於天花，由他的二弟莫里茲·威廉繼承。